# Geoffrey Waddington
Geoffrey Waddington (* 23. September 1904 in Leicester; † 3. Januar 1966 in Toronto) war ein kanadischer Dirigent und Geiger.

## Leben
Der Sohn einer Pianistin und eines Opernsängers kam mit seiner Familie dreijährig nach Kanada und begann im Alter von sieben  Jahren Geige zu spielen. Als Stipendiat studierte er ab 1921 am Royal Conservatory of Music in Toronto bei Ferdinand Fillion, Luigi von Kunits, Leo Smith und Healey Willan und tourte daneben als Geiger durch Kanada. Von 1935 bis 1928 spielte er im Toronto Symphony Orchestra.
Sein Rundfunkdebüt hatte Waddington 1922 beim Sender CKNC (ab 1933 CRBC), dessen musikalischer Direktor er von 1926 bis 1935 war. Er dirigierte hier verschiedene Rundfunkorchester u. a. in der Reihe The Neilson Hour mit 460 Sendungen zwischen 1926 und 1933.
Nach einer Zeit als Dirigent u. a. des Orchesters des Royal York Hotel und der Winnipeg Summer Symphony wurde Waddington 1938 musikalischer Direktor der CBC Winnipeg. 1944 wechselte er in gleicher Funktion zu den All-Canada Radio Facilities in Alberta.
Zwischen 1945 und 1947 dirigierte er in Rundfunkshows der CBC Toronto wie The Geoffrey Waddington Show und The Edmund Hockridge Show. 1948 gehörte er zu den Mitbegründern der CBC Opera Company, mit der er erfolgreich Opern wie Peter Grimes, Albert Herring, Così fan tutte und Deirdre (von Healey Willan) aufführte.
1952 wurde Waddington musikalischer Direktor der CBC und gründete das CBC Symphony Orchestra, das er bis 1964 leitete. Zu den Werken, deren Uraufführung er dirigierte, zählen u. a.  die Algonquin Symphony (1958), Freedman's Nocturne (1952) und Symphony (1961) von Murray Adaskin, L'Horoscope (1958) von Roger Matton, das Violin Concerto (1954) von Jean Papineau-Couture, North Country (1948), die Suite for Harp and Chamber Orchestra (1949) und Five Concepts (1962) von Harry Somers, Edge of the World (1946) und das Divertimento No. 3 (1961) von John Weinzweig und die Coronation Suite von Healey Willan. In seinen Orchestern machten im Laufe der Jahre viele bekannte Musiker wie Percy Faith, Robert Farnon, Samuel Hersenhoren, Zara Nelsova, Albert Pratz und Paul Scherman ihre ersten musikalischen Erfahrungen. 1959 wurde Waddington mit dem National Award in Music der University of Alberta ausgezeichnet.